# Sheika Scott
Sheika Daleicha Scott Richardson (Talamanca, 22 de octubre de 2006) es una futbolista costarricense que juega como delantera en el Paris F. C. de la Division 1
El 21 de julio de 2023, Sheika Scott se convirtió en la jugadora más joven con 16 años y 277 días de debutar en la Copa Mundial FIFA de 2023. En el 2024, Sheika fue seleccionada entre las 25 jugadoras más talentosas por el sitio web de Goal.com, ocupando el puesto 18, de tan solo 17 años de edad.

## Trayectoria

### Municipal Pococí
El 8 de agosto de 2021, se convirtió en la primera futbolista más joven en anotar en la máxima categoría costarricense, con tan sólo 14 años.

### L. D. Alajuelense
El 22 de diciembre de 2022 fue fichada por la L. D. Alajuelense por un contrato de un año. El 15 de enero de 2023 disputó la Supercopa de Costa Rica en su debut contra Sporting F. C., Scott ingresó al minuto 60 del compromiso por  Shirley Cruz, el encuentro fue la derrota en tanda de penales por 1-3.
El 27 de enero de 2023, debutó con el club en la primera fecha del Torneo Apertura 2023 contra Sporting F. C., Scott ingresó de cambio en la parte complementaria, finalizando con empate 1-1. El 5 de febrero se enfrentó ante el C. S. Herediano por la segunda jornada del Torneo Apertura 2023, al minuto 32, Sheika realizó su primera anotación con el cuadro rojinegro, el encuentro finalizó con victoria 0-4.

### Paris F. C.
El 16 de junio de 2025, se oficializó su fichaje al Paris F. C., con un contrato hasta junio de 2028.

## Selección nacional

### Categorías inferiores
El 3 de agosto de 2022, fue convocada a la selección sub-20 de Costa Rica por el técnico venezolano José Catoya para la Copa Mundial Sub-20 de 2022 con sede en Costa Rica, ubicadas en el grupo A contra las selecciones de España, Brasil, y Australia. Scott disputó los tres compromisos por las derrotas contra Australia (1-3), España (0-5) y Brasil (5-0), Costa Rica quedó eliminado en la cuarta posición con 0 puntos.
El 13 de abril de 2023, fue convocada por la directora técnica Ana Patricia Aguilar para representar a la selección sub-20 en el Campeonato Sub-20 de la Concacaf de 2023, en tal competición, Costa Rica quedó de cuarto lugar, Scott fue galardonada como la goleadora del certamen con 6 anotaciones.
El 17 de agosto de 2024, se oficializó su convocatoria del plantel de Costa Rica sub-20 a representar en la Copa Mundial Sub-20 de 2024.

#### Participaciones en Copas del Mundo
| Mundial                     | Sede       | Resultado      | Partidos | Goles |
| --------------------------- | ---------- | -------------- | -------- | ----- |
| Copa Mundial Sub-20 de 2022 | Costa Rica | Fase de grupos | 3        | 0     |
| Copa Mundial Sub-20 de 2024 | Colombia   | Fase de grupos | 3        | 0     |

### Selección absoluta
El 4 de noviembre de 2022 fue convocada por Amelia Valverde para representar a la selección de Costa Rica en dos partidos amistosos, en fechas FIFA. Debutó con la selección de Costa Rica el 11 de noviembre de 2022, sustituyendo a Carolina Venegas en un partido amistoso contra Países Bajos, en el que fueron derrotas en el marcador 4-0. Cuatro días después se enfrentó ante Portugal, Sheika ingresó al minuto 62 por Yerling Ovares, finalizando con la derrota 1-0.
El 6 de julio de 2023, fue convocada para el plantel de las 23 jugadoras para disputar la Copa Mundial de 2023.

#### Participaciones internacionales
| Competición                     | Sede           | Resultado        | Partidos | Goles |
| ------------------------------- | -------------- | ---------------- | -------- | ----- |
| Juegos Panamericanos de 2023    | Chile          | Fase de grupos   | 4        | 0     |
| Copa Oro de la Concacaf de 2024 | Estados Unidos | Cuartos de final | 4        | 0     |

#### Participaciones en Copas del Mundo
| Mundial              | Sede                    | Resultado      | Partidos | Goles |
| -------------------- | ----------------------- | -------------- | -------- | ----- |
| Copa Mundial de 2023 | Australia Nueva Zelanda | Fase de grupos | 3        | 0     |

## Clubes
| Club              | País       | Año           |
| ----------------- | ---------- | ------------- |
| Municipal Pococí  | Costa Rica | 2021-2022     |
| L. D. Alajuelense | Costa Rica | 2022-2025     |
| Paris F. C.       | Francia    | 2025-presente |

## Palmarés

### Títulos nacionales
| Título                         | Club              | País       | Año  |
| ------------------------------ | ----------------- | ---------- | ---- |
| Primera División de Costa Rica | L. D. Alajuelense | Costa Rica | 2023 |
| Primera División de Costa Rica | L. D. Alajuelense | Costa Rica | 2023 |
| Supercopa de Costa Rica        | L. D. Alajuelense | Costa Rica | 2023 |
| Primera División de Costa Rica | L. D. Alajuelense | Costa Rica | 2024 |

### Títulos internacionales
| Título                       | Club              | Sede   | Año  |
| ---------------------------- | ----------------- | ------ | ---- |
| Copa Interclubes de la Uncaf | L. D. Alajuelense | Panamá | 2023 |

### Distinciones individuales
| Distinción                                                      | Año  |
| --------------------------------------------------------------- | ---- |
| Máxima goleadora del Campeonato Sub-20 de la Concacaf (6 goles) | 2023 |
| Once ideal de la Concacaf sub-20 del 2023, según la IFFHS       | 2024 |